# آلنا کوواچووا
آلنا کوواچووا (اسلواکی: Alena Kováčová؛ زادهٔ ۱۰ نوامبر ۱۹۷۸) بازیکن زن بسکتبال اهل اسلواکی بود. وی در بازی‌های المپیک تابستانی ۲۰۰۰ شرکت کرده‌است.